# Moor Park
Pour la station de métro, voir Moor Park (métro de Londres).
Moor Park est un manoir néo-palladien situé dans plusieurs centaines d'hectares de parc au sud-est de Rickmansworth dans le Hertfordshire, en Angleterre. Il s'appelle Moor Park Mansion car il se trouve dans l'ancien parc du Manoir de More. Il sert maintenant de club-house du Moor Park Golf Club.
La maison est classée Grade I sur la liste du patrimoine national d'Angleterre, et le parc paysager est classé Grade II * sur le registre des parcs et jardins historiques.

## Histoire
Après que The More soit devenu une ruine, vers 1617, le 3e comte de Bedford construit une nouvelle maison sur la colline au sud-ouest de l'ancien palais, dans le parc aux cerfs.
La maison est reconstruite en 1678-1679 pour James Scott (1er duc de Monmouth), et héritée par sa femme, Anne Scott, après sa décapitation. Elle le revend à Benjamin Haskins-Stiles, qui a fait fortune dans la Compagnie de la mer du Sud avant l'éclatement de la fameuse bulle, l'apparence actuelle du manoir peut lui être attribuée.
Stiles fait remodeler la maison dans les années 1720. L'architecte principal est Giacomo Leoniinitialement assisté par le peintre Sir James Thornhill. Leoni refait la façade de la maison avec de la pierre de Portland et ajoute un grand portique corinthien sur la façade sud et des colonnades toscanes (enlevées depuis). À l'intérieur, Thornhill est chargé de peindre le Grand Hall et le Grand Escalier avec un dôme à l'imitation de Saint-Pierre de Rome. Cependant, Thornhill se dispute avec Stiles et quitte le projet avant son achèvement. Les peintures du Grand Escalier datent de 1732 et représentent l'Origine des Saisons des Métamorphoses d'Ovide par Francesco Sleter, un artiste vénitien qui a étudié sous Jacopo Amigoni. Tout ce qui reste du travail de Stiles sur le Grand Escalier est un panneau au-dessus d'une porte, découvert lors de travaux de restauration en 2002. Après la brouille de Stiles avec Thornhill, Amigoni est chargé de peindre les quatre tableaux de la Grande Salle - l'histoire de Jupiter et Io, également tirée des Métamorphoses d'Ovide. Les peintures murales de la salle Thornhill nommée à tort sont probablement de Sleter et Amigoni, tandis que le plafond, qui représente Aurora et l'aube, est peint un peu plus tôt, par Antonio Verrio.

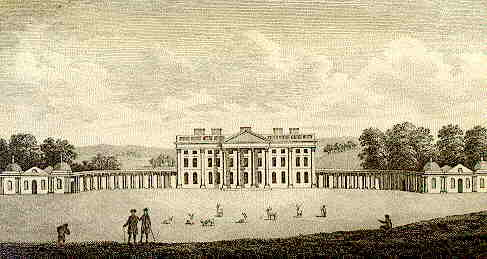
Moor Park dans les années 1780.

En 1752, la maison est achetée par l'amiral George Anson, qui charge Capability Brown de refaire les jardins à la française dans un vaste "style paysager" avec un petit lac. Horace Walpole n'est pas impressionné : « Je n'en ai pas été très frappé, après tous les miracles que j'avais entendu dire que Brown avait accomplis là-bas. Il a ondulé l'horizon en tant de taupinières artificielles, qu'il est plein aussi peu naturel que s'il avait été tracé à la règle et au compas.". En 1785, la maison est achetée par Thomas Bates Rous, ancien de la Compagnie des Indes orientales et député de Worcester. Après des dépenses électorales excessives, il a besoin d'argent et démolit une partie du bâtiment pour ses matériaux. D'autres propriétaires se succèdent à intervalles réguliers jusqu'à ce que le domaine agrandi soit vendu à Robert Grosvenor (1er baron Ebury) en 1828. Fils du duc de Westminster, il construit la porte d'entrée à Batchworth Heath et plante des arbres et des arbustes ornementaux sur les terrains d'agrément. On dit que la fraise commerciale, un hybride de la fraise européenne et d'une espèce chilienne, a été cultivée pour la première fois dans les jardins potagers de Moor Park, comme l'avait été l'abricot sans duvet "Moorpark" autrefois.
Lord Leverhulme achète Moor Park et charge le concepteur de parcours de golf Harry Colt d'aménager les parcours qui entourent maintenant le manoir. Ceux-ci ont ouvert en 1923.
Pendant la Seconde Guerre mondiale, le manoir est réquisitionné, devenant le quartier général du 1er corps aéroporté, qui y planifie l'opération Market Garden, la mission avortée de s'emparer des ponts du Bas-Rhin en 1944. L'opération est programmée dans une salle du premier étage, désormais nommée "la salle d'Arnhem". Moor Park Golf Club a maintenant son club-house dans le bâtiment et, depuis l'achat de la pleine propriété du manoir en 1994, a entièrement restauré et rénové le bâtiment et les peintures.